# Pygocentrus palometa
Pygocentrus palometa es una especie de pez characiformes de la familia Characidae.

## Hábitat
Es un pez de agua dulce y de clima tropical.

## Distribución geográfica
Se encuentra en Sudamérica, en la cuenca del río Orinoco, en Venezuela.